# Јусовача
Јусовача је познати некадашњи затвор у Подгорици, који су основали турски освајачи. Надоградио га је Јусо Мучин Крњић у 19. вијеку и по њему га је народ прозвао „Јусовача“. Јусови потомци су га продали црногорским властима за 150 наполеона, који га 1893. године претварају у Казнени завод за робијање политичких затвореника.
Аустроугари су у Јусовачи држали црногорске родољубе. Краљевина Југославија овај затвор проглашава као Централни казнени затвор за Црну Гору. У њему су робијали противници безусловног уједињења Црне Горе и Србије, црногорски комити, комунисти и федералисти. За вријеме њемачке и италијанске окупације служио је као сабирни логор и истражни затвор. Коришћен је и у СФРЈ.
Јусовача као затвор више не постоји.